# Žalgirių pažintinis takas
Žalgirių pažintinis takas nebo Žalgirio miško pažintinis takas, česky lze přeložit např. jako Naučná stezka Žalgiriai nebo Lesní naučná stezka Žalgiriai, je krátká naučná stezka a cyklostezka. Nachází se v lese Žalgirių miškas, severně od rašeliniště/mokřadu Rupkalvių Pelkė, u vesnic Žalgiriai a Rupkalviai v seniorátu Šilutė v okrese Šilutė v Litvě. Geograficky také leží v regionálním parku Nemuno deltos regioninis parkas (Regionální park delta Nemunu), v Klaipėdském kraji, v pobřežním pásu nížin Pajūrio žemuma.

## Další informace
Trasa liniové naučné stezky, která má délku cca 1,2 km polních cest, není okružní a po stejné trase vede zpět. Začíná na ulici Rusnės gatve a vede po hrázi a starých cestách, přes malý most až k památnému dubu letnímu Hermano Zudermano ąžuolas (Dub Hermanase Zudermanase), který je pojmenován po německém spisovateli Hermannu Sudermannovi (1857-1928). Ten místo navštěvoval a bylo zdrojem pro jeho díla „Jonas ir Erdmė“ (Jonas a Erdmė) a také „Kelionė į Tilžę“ (Výlet do Tilže), které bylo zfilmováno a v roce 1927 a získalo 3 Oscary. Na začátku, uprostřed a na konci trasy jsou umístěny 3 informační tabule. Stezka je zaměřena na historii oblasti, zejména na zaniklou vesnici Bismarck a také na cenný biotop místní vlhkomilné vegetace. V době povodní nemusí být stezka průchodná.
V préní polovi.ě 19. století se němečtí osadníci začali stěhovat do rašeliniště Rupkalvių Pelkė, které částečně vysušili a na úrodné rašelině pěstovali brambory a další zeleninu. Jejich rostliny a med, který také produkovali, byly mimořádně chutné a žádané. Zemědělských úspěchů však dosahovali jen za mimořádně obtížných podmínek, protože jednou nebo dvakrát ročně zde řeka Nemunas (Němen) způsobovala záplavy. Ve druhé polovině 19. století zde byla založena kolonie Bismarck a byly vybudovány silnice, několik škol, hřbitov a počet obyvatel dosáhl 1700 a stálo zde přes 300 usedlostí. Jméno kancléře německého císařství Otto von Bismarcka (1815-1898) se v názvu neobjevilo náhodou a místní obyvatelstvo ho takto zvolilo, aby upoutalo pozornost úřadů a ty následně poskytly peníze. Když Německo prohrálo První světovou válku, kolonie zanikla a zůstalo jen několik osadníků. Během sovětského období byly téměř všechny usedlosti spáleny sovětskými úřady.

## Galerie

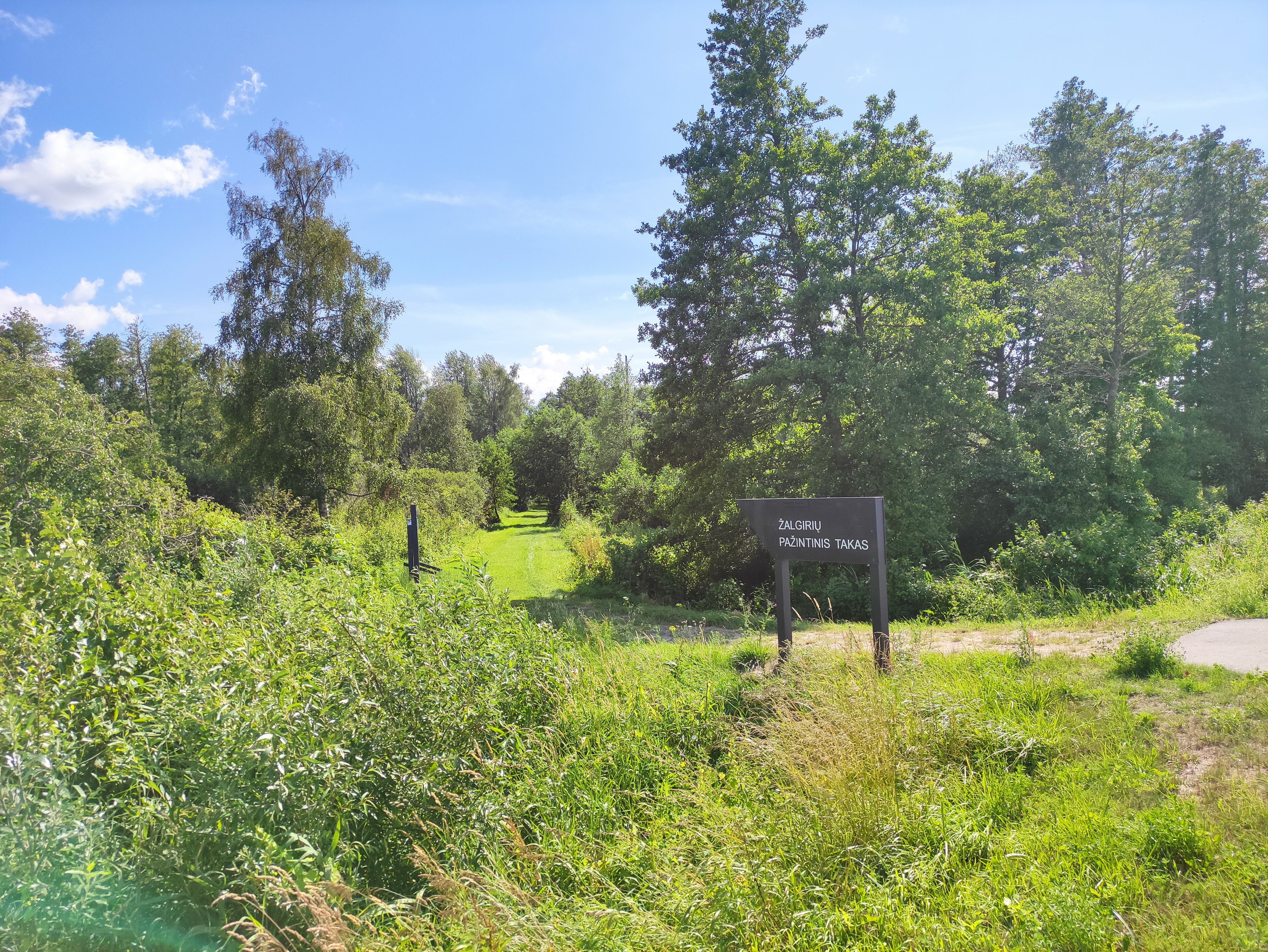
Počátek naučné stezky
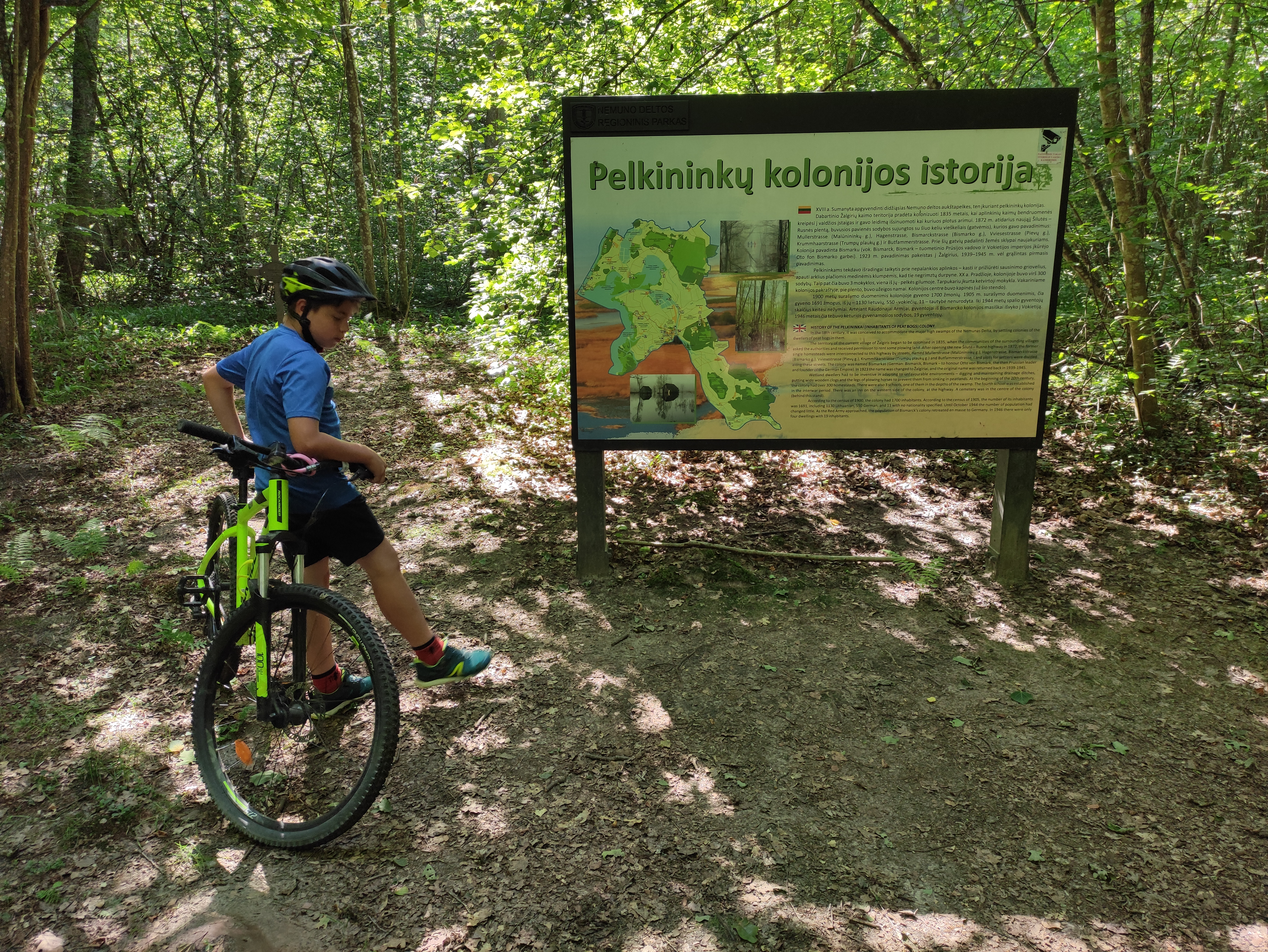
Informační panel a cyklista
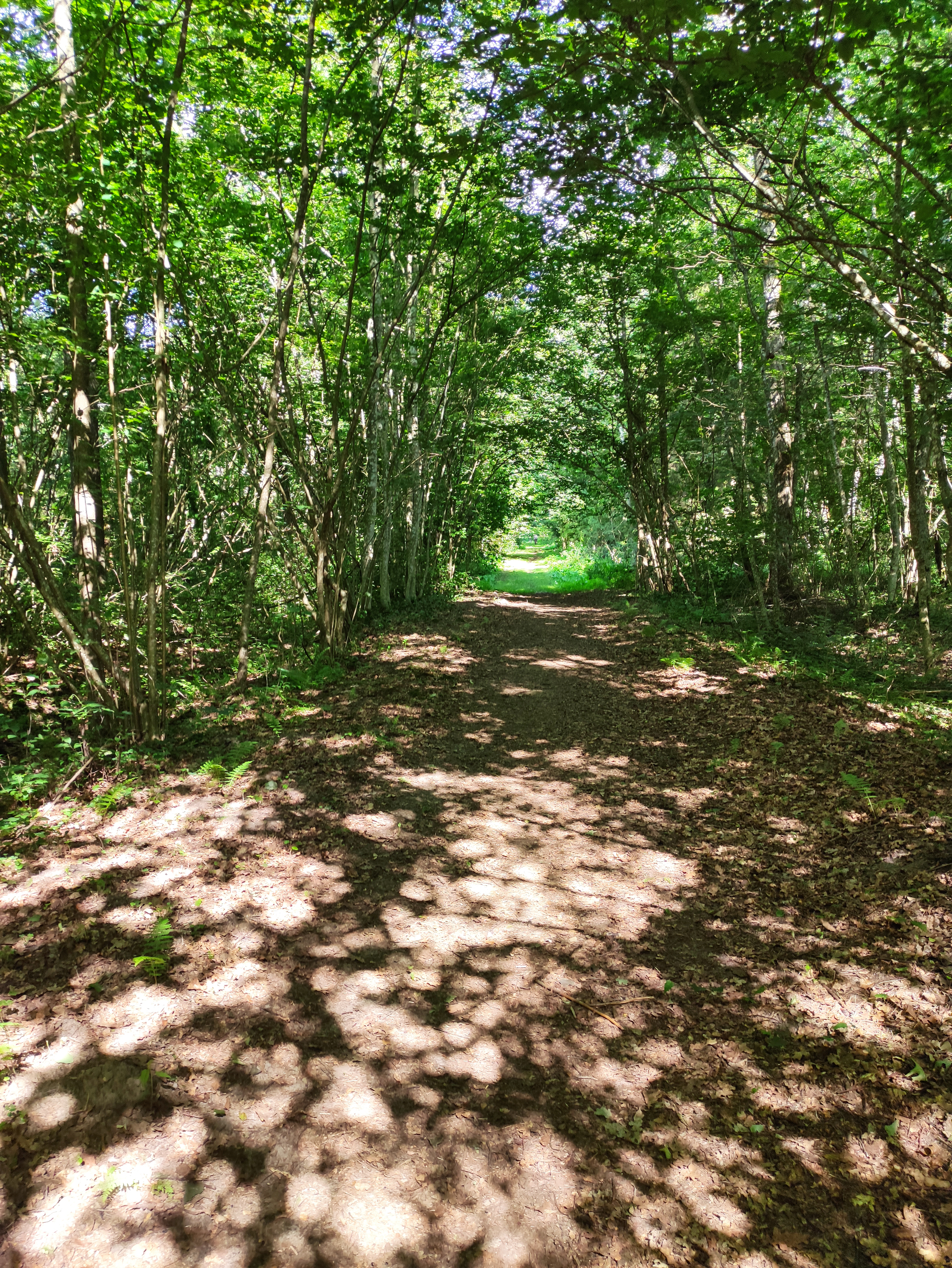
Lesní cesta na trase
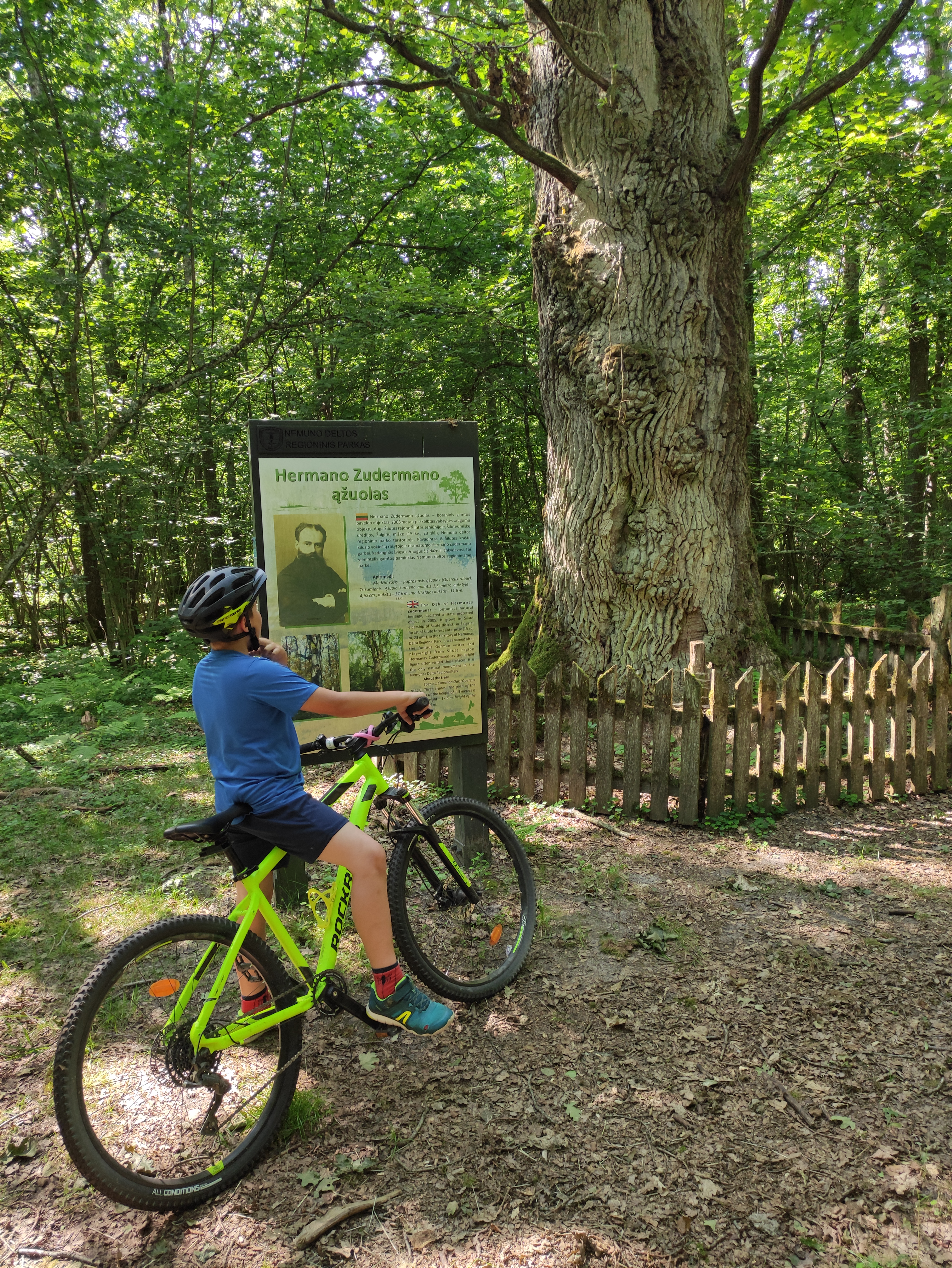
Hermano Zudermano ąžuolas (Dub Hermanase Zudermanase)